# Gottfried Ertl
Gottfried Ertl (* 8. November 1897 in Allerheiligen im Mürztal, Steiermark; † 6. Mai 1974 in Judenburg, Steiermark) war ein österreichischer Politiker (ÖVP).

## Leben
Gottfried Ertl genoss, ob seiner einfachen Herkunft als Sohn einer Bauernfamilie, eine gute Ausbildung, besuchte die Volks- und Bürgerschule und schrieb sich im Anschluss daran an der Höheren Landwirtschaftlichen Lehranstalt in Mödling ein, an welcher er maturierte. Danach arbeitete er ab 1926 als Landwirt. Am 16. Mai 1938 beantragte der damals in Thalheim wohnhafte Ertl die Aufnahme in die NSDAP und wurde rückwirkend zum 1. Mai 1938 aufgenommen (Mitgliedsnummer 6.244.177), was auf eine Tätigkeit als „Illegaler“ schließen lässt.
Seine politische Karriere begann erst nach dem Zweiten Weltkrieg. So wurde er zum Bezirksparteivorsitzenden der Österreichischen Volkspartei (ÖVP), für den inzwischen im Bezirk Murtal aufgegangenen Bezirk Judenburg gewählt. 1949 zog er als Abgeordneter der ÖVP in den Steirischen Landtag ein, dem er bis 1957 angehören sollte.
Im April 1961 wurde er in Wien als Mitglied des Bundesrates vereidigt. Er blieb es vier Jahre, bis zum April 1965.